# Graduel de Bellelay

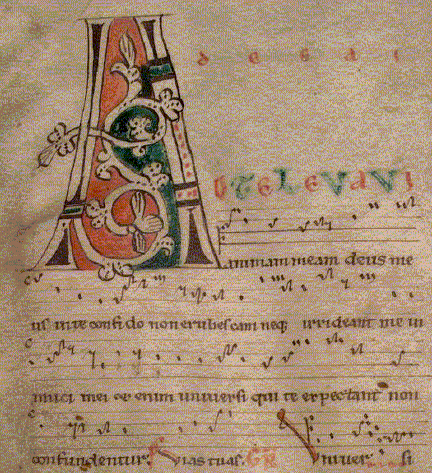
Folio n° 11, Ad te levavi, dans le graduel de Bellelay.

Le Graduel de Bellelay est un graduel manuscrit copié au XIIe siècle. Il est actuellement conservé à la bibliothèque cantonale jurassienne à Porrentruy dans laquelle il est coté manuscrit 18.
Ce graduel reste un manuscrit important. D'une part, grâce à sa notation de qualité, et qui n'est pas une notation carrée. Il s'agit d'un livre de chant très soigneusement copié, corrigé et annoté. D'où, les musicologues apprécient sa valeur. D'autre part, avec un grand nombre de corrections, on peut y distinguer une transition, afin d'adapter à la liturgie d'un ordre, récemment établi. On y trouve de nombreuses modifications desquelles les chercheurs profitent en faveur des études scientifiques et historiques. Il s'agit en conséquence d'un livre qui intéresse non seulement les musicologues mais aussi les musiciens.

## Document

### Origine

#### Origine hypothétique
En dépit de nombreuses études approfondies, l'origine de ce manuscrit reste encore énigmatique et problématique, car celui-ci, qui ne ressemble à aucun d'autre manuscrit, possède plusieurs caractéristiques particulières.
Certes, le graduel était en usage dans l'abbaye de Bellelay, sans aucun doute, par les moines prémontré. Néanmoins, il est tellement difficile à attribuer la naissance de ce manuscrit à cet ordre ainsi qu'à ce monastère, parce que celui-ci reste loin d'être de la tradition liturgique du Jura ainsi que de l'ordre. De nos jours, on considère donc qu'il s'agit d'un document créé auparavant, plus précisément avant la fondation de cet ordre et de l'abbaye de Bellelay, vraisemblablement. Et, avec un grand nombre de modifications adaptées à la liturgie de l'ordre, il devint un véritable livre de chant des Prémontrés.
D'après l'équipe d'Olivier Cullin, le manuscrit aurait été copié dans le Nord-Est de la France, entre Laon et Namur. C'est pourquoi le manuscrit employait la notation messine, et non notation habituelle du Jura. De surcroît, il existait dans cette région l'abbaye de Floreffe, l'un des premiers établissements de l'ordre. D'ailleurs, il est curieux et vraiment intéressant que le manuscrit manque de calendrier sanctoral de la région, soit les saints locaux jurassiens hormis Saint Imier, patron du monastère jusqu'en 1192. Par ailleurs, c'est Placide Fernand Lefèvre, musicologue prémontré, qui trouva une bonne ressemblance entre ce graduel et le Missale præmonstratense, BNF latin 833 [manuscrit en ligne]. Toutefois, le graduel de Bellelay contient, selon les études, de nombreuses caractéristiques liturgiques et musicales antérieures. En résumé, on peut dire que ce document serait plus ancien que d'autres livres de chant de l'ordre, actuellement conservés.

#### Arrivée à l'abbaye de Bellelay
Il est donc vraisemblable que ce graduel avait été copié ailleurs et n'était initialement pas réservé à l'ordre. Puis, celui-ci fut sans doute possédé par la maison-mère de l'abbaye de Bellelay, abbaye du lac de Joux, qui l'aurait octroyé à Bellelay. Cette ligne peut expliquer effectivement la notation emploiée, notation messine. Car, la maison-mère de l'abbaye du lac de Joux n'était autre que l'abbaye Saint-Martin de Laon.
Cette donation se confirme avec un acte, trouvé dans le folio n° 9 [manuscrit en ligne], et attribué au premier abbé Gérolde († 1179).
Encore existe-t-il une difficulté à identifier la date de cession de l'abbaye-mère, en faveur de sa filiale, parce que l'acte manque de précision de temps. Toutefois, un précieux indice se trouve dans le folio n° 340 ; alors que de nombreuses modifications furent effectuées à la fin du XIIe siècle ainsi qu'au XIIIe siècle, au début de cette page 340, on avait remplacé les deux formulaires originaux par un remaniement, celui de Saint Imier, patron particulier du monastère de Bellelay dont la fête est célébrée le 12 novembre (« Imerii ... », en haut [manuscrit en ligne]). Les musicologues attribuent aujourd'hui cette modification, plus ancienne, aux années entre 1160 et 1170. D'où, on peut conclure que l'acquisition aurait été achevée auparavant.

### Redécouverte

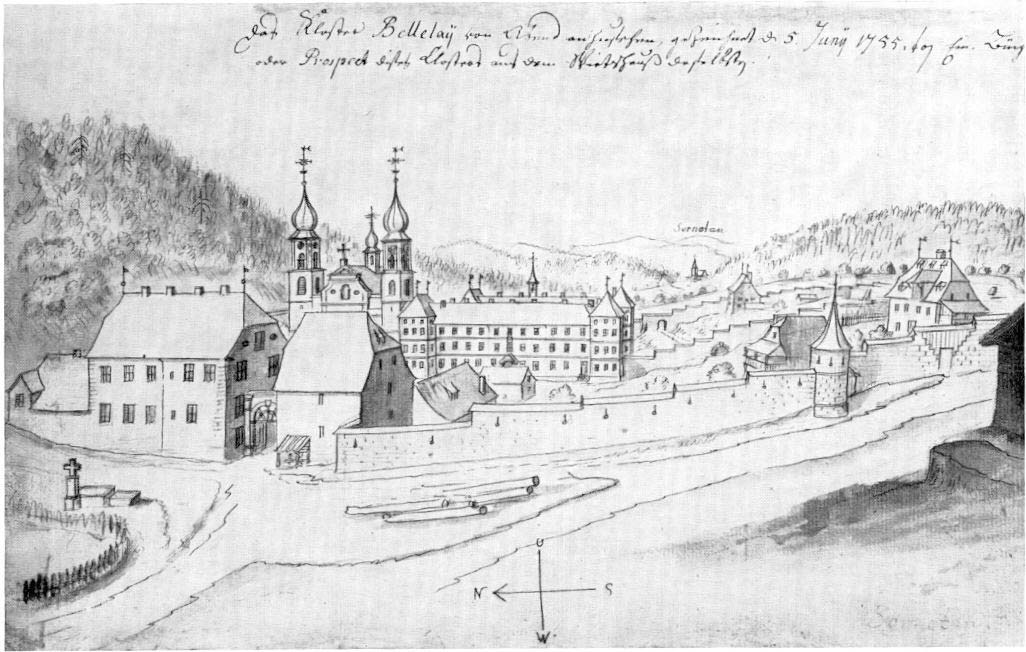
Abbaye de Bellelay en 1755 dans laquelle le graduel du XIIe siècle était encore conservé.

Une fois la notation carrée inventée au XIIIe siècle, l'usage des livres de chant en anciens neumes fut rapidement remplacé par celle-ci. Il est vrai qu'en Suisse, les moines résistaient à cette nouvelle tendance. Mais, il est certain que le livre fut placé dans la bibliothèque de cette abbaye, hors d'usage, et jusqu'en 1797, suppression du monastère à la suite de l'occupation des troupes françaises.
À partir de 1801, tous les livres religieux, saisis par les autorités, furent vendus. Un certain nombre de documents dont ce graduel furent heureusement récupérés par Grégoire Voirol, ancien chanoine Prémontré et décédé en 1827. Ce dernier confia le manuscrit à la famille de Rédet, originaire de Delémont. En 1842, Louis Rédet identifia ce graduel, en l'attribuant au XIIe siècle et à l'abbaye de Bellelay. Cet archiviste, devenu dans cette année celui de Poitiers, l'octroya à la bibliothèque du collège des Jésuites du Porrentruy.
Puis, le fonds de cette bibliothèque fut finalement intégré à celui de la bibliothèque cantonale jurassienne, qui conserve le graduel jusqu'ici. Celui-ci se trouve dans le Fonds ancien de cette bibliothèque sous la cote manuscrit n° 18.
Manuscrit endommagé, une restauration importante fut effectuée en 1997.

## Contenu
Malgré plusieurs ajouts variés et tardivement effectués, ce manuscrit gardait encore une unité des cahiers différents, en faveur de l'usage agréable des exécutants.
La plupart du manuscrit fut exactement copiée en tant que graduel, livre de chant réservé à la messe :
- folios 11 - 270 : Proprium de tempore (Temporal du premier dimanche de l'Avent (à partir de l' Ad te levavi) jusqu'au XXIIIe dimanche après la Pentecôte)

Dans les folios 270 et 271, il y a quelques versets particuliers de l'alléluia :
- folios 270 - 271 : Versus alleluiatici

Des pages suivantes se consacrent au Sanctoral. Le premier est celui de sainte Lucie (13 décembre), car, au début du Moyen Âge, celui-ci demeurait une seule fête sanctorale du mois de décembre avant Noël :
- folios 271 -342 : Proprium de sanctis

Puis, jusqu'à la fin, il existe plusieurs folios supplémentaires :
- folios 342 - 345 : In dedicatione ecclesie
- folios 345 - 347 : Commune sanctorum
- folios 347 - 348 : Missæ votivæ
- folios 348 - 356 : Versus alleluiatici (supplémentaires)
- folios 356 - 362 : Kyriale

Les premières dix pages se composent principalement des folios ajoutés tardivement :
- folios 1 - 4 : Antiphonæ ad processionem in Adventu ; il s'agit des pièces réservées à l'Avent.
- folio 5 - 7 : Sequentiæ
- folio 8 : Tropus ad Kyrie (XIIe siècle/XIIIe siècle)
- folio 9 : notice au regard de deux donations de l'abbaye de Bellelay (ajoutée vers 1160 - 1170) ; folio important de sorte que soit identifier le temps de l'acquisition.
- folio 9 : ajoute de petits textes : Deus adiuva me et Petra movens non colligit mussam (XIIe siècle ou XIIIe siècle)
- folio 10 : Sequentiæ de Pentecosten (XIIIe siècle)

Le manuscrit contient de quelques gardes et contre-gardes. Ainsi, on trouve un fragment d'un missel de Besançon du XIe siècle :
- gardes et contre-gardes A - H
- gardes I - L

Dans le catalogue de Gamper Rudolf et de Jurot Romain (1999), on trouve un contenu très précisé. Grâce au projet e-codices, ce contenu ainsi que chaque folio peuvent être facilement consultés en ligne [contenu en ligne].

## Caractéristique
Les chercheurs apprécient ce manuscrit, en raison de deux sujets importants. D'une part, le graduel original conserve une immense uniformité du chant grégorien, gardé dans de nombreux manuscrits jusqu'à ce que la Renaissance arrive. (Ainsi, le Graduale Albiense ne subit guère de modification, même après que sa maison-mère, abbaye Saint-Pierre de Moissac, avait été remplacée par l'abbaye de la Chaise-Dieu, filiale de l'abbaye Saint-Géraud d'Aurillac en 1079.) D'autre part, au contraire, ce manuscrit demeure un précieux témoin présentant un grand nombre de modifications, à la suite de la naissance d'un jeune ordre, les Prémontrés.

### Notation
Il s'agit d'un manuscrit en notation messine et d'une notation en quatre lignes, mais conservant l'ancien neume, signes indiquant encore les articulation et expression du chant, inventée par Guy d'Arezzo vers 1030.
Il faut remarquer que le folio n° 10, consacré à la séquence de la Pentecôte, se distingue d'une notation carrée, ajoutée au XIIIe siècle [manuscrit en ligne].

### Qualité de texte ainsi que cohérence entre texte et neume
Au regard du texte de ce graduel, les chercheurs s'aperçurent qu'il s'agit d'un manuscrit de très bonne qualité. En effet, le copiste du livre de chant original avait écrit, tout d'abord, le texte. Puis, ce copiste de qualité y avait ajouté les neumes, mais, en vérifiant le texte. Celui-ci avait achevé donc une perfection, non seulement celle du texte mais également celle de la cohérence entre le texte et la mélodie. En outre, il y avait encore un nombre considérable de modifications tardives par plusieurs mains : grattages, ajouts, ajustements de mot [liste des interventions portées sur le texte du manuscrit] ; [exemples en ligne].
D'où, même de nos jours, plusieurs groupes de musiciens peuvent exécuter, commodément, toutes les pièces dans ce manuscrit, avec moins d'ambiguïté. Ainsi, un enregistrement fut réalisé, avec ce graduel, lors d'un concert tenu le 16 novembre 2008 à l'abbatiale de Romainmôtier (voir aussi au-dessous, Video en ligne).

### Modifications adaptées à l'évolution de la liturgie prémontrée
Parmi un grand nombre de modifications de manuscrit, on distingue plusieurs indices particuliers de remaniements, à la suite d'une évolution de la liturgie de l'ordre des chanoines réguliers de Prémontré. Ainsi, les chercheurs trouvèrent quelques exemples d'adaptation, et donc non à cause des erreurs : graduel Exaltent, offertoire In virtute tua, trait Confitemini [exemples en ligne].
En outre, il existe encore de nombreuses prouves confirmant ces adaptations pour l'ordre. Ainsi, les listes des versets de l'alléluia, achevées par Placide Fernand Levèvre, expliquent ces évolutions  . D'ailleurs, un indice intéressant se trouve dans la folio n° 320, concernant la fête de Marie de Magdala, 22 juillet. En effet, ses versets de l'alléluia, offertoire et communion furent remplacés par de nouveaux textes . On voit celles-ci dans le Missæ præmonstra tense (BNF latin 833, mentionné au-desus), en tant que répertoire définitif de l'ordre. D'où, il est assez vraisemblable que ces modifications avaient été effectuées auparavant, avant la fabrication du manuscrit latin 833. Il est remarquable que le phénomène de transposition des mélodies, y compris la bémolisation, soit déjà évident dans ce manuscrit [analyse des pièces en ligne].

### Lettre significative
Manuscrit de qualité, le graduel de Bellelay employait les lettres significatives, qui indiquent aisément l'articulation des pièces. On s'aperçoit que les lettres employées sont quasiment identiques à celles du manuscrit Laon 239, copié exactement dans la même région au IXe siècle.

### Liquescence
Tel le neume sangallien, ce manuscrit distingue la liquescence, phénomène vocal issu de la langue latine médiévale. Ainsi, dans le folio n° 207, alléluia Christus resurgens, des neumes liquescences sont employés pour le texte « illi, ultra non » .

### Numérisation
Dans le manuscrit, quatre numérotations de pages s'emploient. Celle de chiffres 1 à 361 n'est autre qu'un foliotage contemporaine. Au regard des numérisations médiévales du XIIe siècle, ainsi que celle du XIIIe siècle ajoutée, il s'agit des chiffres romains, parfois ornés et qui se trouvent au milieu de la marge. Donc, il est très facile à les trouver. Le premier groupe se caractérise d'une simple pagination, comme celle des chiffres modernes. Nonobstant, cette pagination était marquée seulement à la marge gauche de chaque verso de folio, à l'exception de la page de l'Ad te levavi (folio n° 11 [manuscrit en ligne]). Le numéro I y employait en effet sur le recto, afin d'indiquer la première page de la première messe de l'Avent. Au contraire, les numérisations à partir de xxx jusqu'à cxxxvii sont essentiellement attribuées aux pièces, et non aux pages. Cependant, certains morceaux tels ceux des féries de l'octave de Pâques manquent de ce type de numérisation. La troisième numérisation, celle de i à x, se consacre au début du Sanctoral, attribuée de nouveau aux pages. En conséquence, ces systèmes différents se trouvent dans la même page. Par exemple, sur le folio n° 295, les numéros cxxxi, iii et xv s'employaient [lire en ligne]. En résumé, faute de pagination établie ainsi qu'en raison de nombreux ajouts, ce graduel manque de cohérence raisonnable de numérisation.

## Études
À la suite de l'identification de Louis Rédet en 1842, mentionnée au-dessus, apparurent plusieurs études liées à l'ordre des Prémontrés ainsi qu'à l'abbaye de Bellelay : Louis de Gonzague Julien (1904), Michel Van Waefelghem (1914), Placide Fernand Lefèvre (1937, 1941, 1953, 1957).
Manuscrit concret, un certain nombre d'antiennes furent adoptées par le Corpus antiphonalium officii tome III, publié en 1968 par Dom René-Jean Hesbert de Solesmes. Celles qui les concernent se trouvent dans le catalogue de Rudolf et de Romain, avec l'abréviation CAO . Ces pièces sont donc considérées comme antiennes grégoriennes authentiques. Il est probable que le projet d'une édition critique, Graduel romain, Édition critique par les moines de Solesmes, bénéficiait pareillement de ce manuscrit.
En effet, à la suite de l'arrivée de la sémiologie grégorienne dans les années 1950, ce type de neumes précisant la finesse de l'articulation de chant (enregistrement écrit selon Dom Eugène Cardine) devinrent à nouveau importants. C'est la raison pour laquelle deux groupes de chercheurs, principalement composés de ceux de la Suisse, achevèrent leurs immenses études en détail. D'une part, il s'agit de ce catalogue réalisé par Rudolf Gamper et Romain Jurot, Catalogue des manuscrits médiévaux conservés à Porrentruy et dans le Canton du Jura (1999) . D'autre part, sous la direction d'Olivier Cullin, un autre groupe sortit sa publication à Paris en 2006. Si tous ces deux groupes achevèrent mêmement la numérisation du manuscrit, le groupe de Cullin était une collaboration particulière créant une véritable innovation qui réalisa « la première publication électronique en ligne d'un manuscrit liturgique et musical du Moyen Âge », donc sans papier. Les collaborateurs qui concernent étaient  :
1. Centre national de la recherche scientifique
2. Ofiice de la Culture de la République et du Canton du Jura
3. Bibliothèque cantonale jurassienne à Porrentruy
4. École nationale des chartes
5. Centre d'études supérieures de civilisation médiévale à Poitiers
6. Atlier d'Axiane (Atlier de Marie-Mad et de Robert Christe) à Porrentruy
7. Atlier de la Paléographie musicale auprès de l'abbaye Saint-Pierre de Solesmes

En 2016, la musicologue française Anne-Marie Deschamps fit sortir son enregistrement profitant de ses études approfondies, avec l'Ensemble Venance Fortunat (voir ci-dessous, paragraphe Descographie, notamment Vidéo en ligne). Plusieurs spécialistes soutenaient ce projet, tel Luca Ricossa, professeur du chant grégorien auprès du Schola Cantorum de Bâle depuis 1991 et ailleurs.

## Discographie
- Le chant des origines - Graduel de Bellelay [XIIe siècle], Ensemble Venance Fortunat et Anne-Marie Deschamps (chef de chœur), 2 DC et 1 DVD, Monthabor, septembre 2016[18]
- Concert du 4 août 2004 à Bellelay Ensemble Venance Fortunat et Anne-Marie Deschamps copie d'archive

#### Manuscrit en ligne
Le graduel de Bellelay, numérisé en très haute définition par la Fondation Axiane, Porrentruy Suisse.
- Le graduel de Bellelay, numérisé par l'École nationale des chartes et le reste : [lire en ligne]
  - Recherche d'une pièce ou d'une liste par critères : [lire en ligne]
- Le graduel de Bellelay (bibliothèque cantonale jurassienne, Ms. 18), numérisé par l'université de Fribourg : [lire en ligne]

#### Vidéo en ligne
- Le fabuleux voyage du Graduel de Bellelay dans le site officiel d'Axiane (Atlier de Marie-Mad et de Robert Christe) : [regarder en ligne (rubrique : Graduel de Bellelay)]
- Le chant des origines / Graduel de Bellelay 12°, vidéo officielle de Monthabor : [regarder en ligne]

#### D'autres liens
- Bibliographie de publications et de thèses d'après l'École nationale de chartes : [lire en ligne]